# Cattleya wetmorei
Cattleya wetmorei är en orkidéart som först beskrevs av Augusto Ruschi, och fick sitt nu gällande namn av Claudio Nicoletti de Fraga och A.P.Fontana. Cattleya wetmorei ingår i släktet Cattleya och familjen orkidéer. Inga underarter finns listade i Catalogue of Life.